# 르부베크군

돌니실롱스크주 지도에 표시된 르부베크군의 위치

르부베크군(폴란드어: powiat lwówecki)은 폴란드 돌니실롱스크주에 위치한 군으로 군청 소재지는 르부베크실롱스키이며 면적은 709.94km2, 인구는 45,975명(2019년 6월 30일 기준), 인구 밀도는 65명/km2이다.
서쪽으로는 루반군, 북쪽으로는 볼레스와비에츠군, 남쪽으로는 즈워토리야군, 카르코노셰군과 접하며 남쪽으로는 체코와 국경을 접한다. 5개 지방 자치체(5개 도시형 농촌)를 관할한다.

군기
군 문장